# Йохан IV (Даун-Кирбург)
Йохан IV фон Даун-Кирбург (на немски: Johann IV zu Dhaun-Kyrburg; * пр. 1422; † 30 юни 1476) е вилд- и рейнграф на Даун-Кирбург, фогт в Елзас от 1445 г.

## Произход
Той е син на вилд- и рейнграф фон Щайн Йохан III фон Даун (* ок. 1371; † 1428) и съпругата му Аделхайд, вилдграфиня цу Кирбург († 1438), дъщеря на вилдграф Герхард III фон Кирбург († 1408) и графиня Аделхайд фон Велденц († 1403). Племенник е на Конрад фон Даун († 1434), архиепископ на Майнц (1419 – 1434).

## Фамилия
Йохан IV се жени на 28 януари или на 4 май 1432 г. за графиня Елизабет фон Ханау (* 1416; † 20 февруари 1446), дъщеря на граф Райнхард II фон Ханау-Мунценберг († 1451) и графиня Катарина фон Насау-Байлщайн († 1459). Те имат децата:
- Йохан V (1436 – 1495), от 1476 граф на Залм и вилд- и рейнграф на Залм-Даун-Кирбург, женен на 14 ноември 1459 г. за графиня Йоханета фон Залм († 1496)
- Валпургис († 1493), омъжена I. на 30 септември 1457 г. за граф Куно фон Золмс-Лих († 1477), II. 1479 г. за граф Готфрид XII (IX) фон Епщайн († 1522)
- Герхард († 1490), домхер в Кьолн, Трир и Майнц, провост на Св. Паулин в Трир, канцлер на архиепископство Кьолн
- Фридрих († сл. 1477)
- Готфрид († сл. 1477)
- Катарина († 1473), абатиса в манастир Кларентал
- Маргарета († сл. 1514), абатиса в манастир Мариенберг, близо до Бопард
- Елизабет († 1513), абатиса в манастир Елтен
- Алайд († сл.1479), канониса в манастир Гересхайм.